# 玉山抱莖籟簫
玉山抱莖籟簫（学名：[Anaphalis morrisonicola] 错误：{{Lang}}：文本有斜体标记（帮助）），又称玉山香青，是菊科香青属的植物。分布于台灣、菲律宾等地，生长于海拔1,600米至3,500米的地区，多生长在低山、亚高山草地和岩石上。

## 异名
- Anaphalis margaritacea (L.) Benth. et Hook. f. ssp. morrisonicola (Hayata) Kitamura